# 聖米克爾德索爾特山

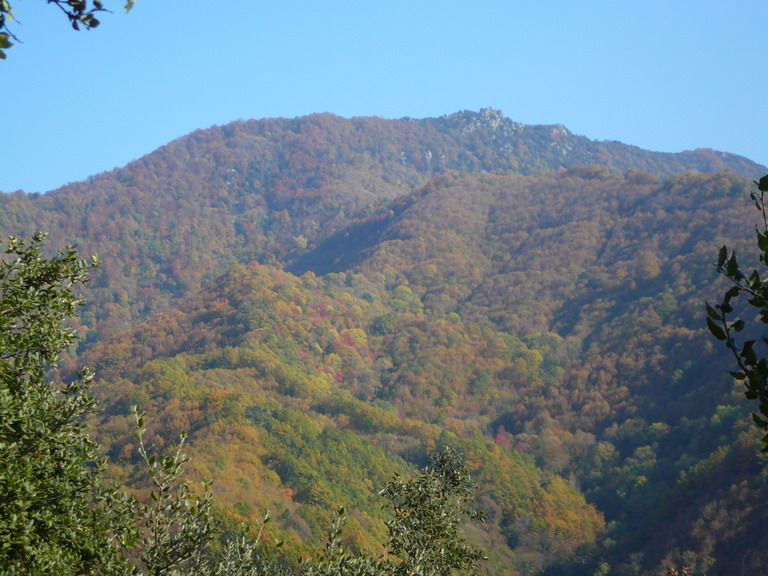

41°55′23.22″N 2°31′58.85″E / 41.9231167°N 2.5330139°E
聖米克爾德索爾特山，是西班牙的山峰，位於加泰羅尼亞，處於圣伊拉里奥-萨卡尔姆和奧索爾之間，屬於吉萊里斯山的一部分，海拔高度1,202米。